# Clément Djadji
Clément Djadji (Daloa, 1960) è un ex cestista e allenatore di pallacanestro ivoriano.

## Carriera
Con la Costa d'Avorio ha disputato due edizioni dei Campionati mondiali (1982, 1986).
Da allenatore ha guidato la Costa d'Avorio ai Campionati africani del 2001.